# Президентские выборы в Финляндии (1956)
В 1956 году в Финляндии состоялись двухэтапные президентские выборы. 16 и 17 января общественность избрала выборщиков президента в коллегию выборщиков. Они, в свою очередь, избрали президента. Результатом была победа Урхо Кекконена, который выиграл в третьем туре над Карл-Август Фагерхольмом. Явка избирателей на народном голосовании составляла 73,4%. Кекконен был наследником Юхо Кусти Паасикиви с начала 1950-х годов, учитывая его выдающиеся политические навыки по созданию коалиций, ведению переговоров, принятию рисков и корректировке его тактики, действий и риторики в отношении преобладающего политического ветра. С другой стороны, его поведение и политическая тактика, включая острые на язык речи и писания, использование слабостей политических оппонентов и довольно тесные отношения с советскими лидерами, подвергались суровой критике со стороны некоторых его политических оппонентов. Колоритная личная жизнь Кекконена, включавшая время от времени пьянство и, по крайней мере, один внебрачный роман, также давала его яростным противникам словесное и политическое оружие для нападения на него. Несколько других кандидатов в президенты также подверглись критике за личные проблемы или неудачи. Несмотря на всю антикекконенскую критику, его политической партии "аграрии" впервые удалось получить такую же долю голосов на прямом этапе президентских выборов, как и на парламентских. Президент Паасикиви публично не соглашался и не отказывался быть кандидатом в президенты. Он считал себя морально обязанным служить президентом ещё пару лет, если многие политики будут настаивать на этом. В период между первым и вторым голосованием в Коллегии выборщиков ему позвонил один из членов Национальной коалиции и попросил стать кандидатом в президенты от Национальной коалиции, Шведской народной партии и Народной партии (либералов). Сначала Паасикиви отказался, потребовав поддержки социал-демократов и большинства аграриев. Затем он умерил свою позицию, но ошибочно полагал, что получит достаточно голосов социал-демократических, аграрных, коммунистических и народно-демократических избирателей, чтобы перейти к решающему третьему голосованию. Этого не произошло, потому что все аграрные избиратели остались верны Кекконену, все социал-демократические избиратели остались верны Фагерхольму, а коммунистические и народно-демократические избиратели разделили свои голоса, чтобы помочь Фагерхольму и Кекконену перейти к третьему голосованию. Горько раздосадованный и разочарованный президент Паасикиви публично отверг свою кандидатуру на пост президента в последнюю минуту два дня спустя. Кекконен был избран президентом самым узким большинством голосов — 151 голос против 149.

## Результаты

### Всенародное голосование
| Партия                              | Голосов   | %    | Мест |
| ----------------------------------- | --------- | ---- | ---- |
| Кандидатура Урхо Кекконена          | 510,783   | 26.9 | 88   |
| Кандидатура Карл-Август Фагерхольма | 442,408   | 23.3 | 72   |
| Кандидатура Эйно Килпи              | 354,575   | 18.7 | 56   |
| Национальная коалиционная партия    | 340,311   | 17.9 | 54   |
| Шведская народная партия            | 130,145   | 6.9  | 20   |
| Кандидатура Ээро Райдмана           | 85,690    | 4.5  | 7    |
| Либеральная лига                    | 32,662    | 1.7  | 3    |
| Другие                              | 81        | 0.0  | 0    |
| Недействительные/пустые бюллетени   | 8,794     | –    | –    |
| Всего                               | 1,905,449 | 100  | 300  |
| Источник: Nohln & Stöver            |           |      |      |

### Коллегия выборщиков
| Кандидаты                 | Партия                                | Первые голоса | Первые голоса | Вторые голоса | Вторые голоса | Третьи голоса | Третьи голоса |
| Кандидаты                 | Партия                                | Голосов       | %             | Голосов       | %             | Голосов       | %             |
| ------------------------- | ------------------------------------- | ------------- | ------------- | ------------- | ------------- | ------------- | ------------- |
| Урхо Кекконен             | Аграрная лига                         | 88            | 29.3          | 102           | 34.0          | 151           | 50.3          |
| Карл-Август Фагерхольм    | Социал-демократическая партия         | 72            | 24.0          | 114           | 38.0          | 149           | 49.7          |
| Сакари Туомиоя            | Либеральный союз                      | 57            | 19.0          | –             | –             | –             | –             |
| Эйно Килпи                | Демократический союз народа Финляндии | 56            | 18.7          | –             | –             | –             | –             |
| Ральф Тёрнгрен            | Шведская народная партия              | 20            | 6.7           | –             | –             | –             | –             |
| Ээро Райдман              | Народная партия Финляндии             | 7             | 2.3           | –             | –             | –             | –             |
| Юхо Кусти Паасикиви       | Национальная коалиционная партия      | –             | –             | 84            | 28.0          | –             | –             |
| Всего                     | Всего                                 | 300           | 100           | 300           | 100           | 300           | 100           |
| Источник: Nohlen & Stöver |                                       |               |               |               |               |               |               |